# Tillititogol
Tillititogol (auch: Téllititogol, Téllitogol) ist ein Weiler im Arrondissement Niamey V der Stadt Niamey in Niger.

## Geographie
Der Weiler befindet sich am nordwestlichen Rand des ländlichen Gebiets von Niamey V. Zu den umliegenden Siedlungen zählen die Weiler Kariel II im Osten und Wouro Bellabé im Süden. Westlich von Tillititogol liegt die Landgemeinde Bitinkodji.
Bei Tillititogol verläuft ein Nebental des 17 Kilometer langen Trockentals Kourtéré Gorou, das hinter Kourtéré in den Fluss Niger mündet. In der Hochebene von Tillititogol bilden sich durch Niederschläge kleinere Teiche, die nach dem Winter austrocknen.

## Bevölkerung
Bei der Volkszählung 2012 hatte Tillititogol 365 Einwohner, die in 46 Haushalten lebten. Bei der Volkszählung 2001 betrug die Einwohnerzahl 128 in 19 Haushalten.